# Eduard Friedrich Hugo Heusch

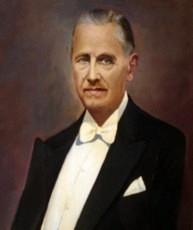
Eduard Heusch

Eduard Friedrich Hugo Heusch (* 13. Januar 1865 in Aachen; † 7. Mai 1937 in Bad Reichenhall; auch Eduardo Heusch) war ein deutscher Ingenieur und Unternehmer. Er entstammte dem Aachener Hauptzweig der Familie Hoesch/Heusch.

## Leben
Eduard Heusch wurde 1865 als Sohn von Ludwig August Hugo Heusch (1836–1908) und Klara Maria Heusch (geb. Schmal; 1847–1879) geboren. Er hatte zwei Brüder und drei Schwestern. Gemeinsam mit seinem Bruder Karl Hugo Heusch (1867–1945) leitete er in Aachen die Unternehmen Hugo Heusch & Co. und Hugo Heusch, Eduard Sohn, die ab 1908 ihre Fabrikation und ihren Sitz in der von Rudolf Lochner übernommenen und liquidierten Tuchfabrik Lochner am Karlsgraben hatten. Ende des 19. Jahrhunderts zog Eduard Heusch nach Paris in Frankreich und heiratete 1887 seine erste Frau Camille Pommereau (1868–1934). Der Ehe entstammten zwei Söhne, Edouard Camille Heusch (1889–1961) und Maurice Fernand Heusch (1890–1963). In Paris gründete er das Unternehmen Société des perles des Indes E. Heusch & Co, das sich mit der Herstellung künstlicher Perlen beschäftigte. Zu deren Fertigung hatte Eduard Heusch ein Verfahren entwickelt, das er sich 1890 international patentieren ließ. Die Produktion wurde später aufgegeben.
Anfang des 20. Jahrhunderts gründeten Eduard und Karl Heusch im spanischen Barcelona die La Metalúrgica Española S.A. (LME), die Nähnadeln, Sicherheitsnadeln, Anstecknadeln, Haarnadeln, Nieten, Fingerhüte, Reißverschlüsse, Arbeitsschuhe und andere Kleinartikel unter verschiedenen Handelsnamen, unter anderem Reine Victoria und El Dragon, herstellte. Später ging die Fabrik in Spanien in den Alleinbesitz von Eduard Heusch über, während Karl Heusch das Unternehmen Hugo Heusch & Co. in Deutschland weiterführte. Ab 1902 ließ Eduard Heusch in Manacor auf Mallorca eine Fabrik errichten, die Imitationsperlen herstellte. Seine seit seinem Aufenthalt in Frankreich weiterentwickelten Methoden zur Herstellung künstlicher Perlen setzte er nun in der neu gegründeten Firma Indústria Española de Perlas Imitación S.A. auf Mallorca um, nachdem bereits in Barcelona eine Serienproduktion in kleinem Maßstab aufgenommen worden war. Die Firma wurde durch die Kinder des Firmengründers nach seinem Tod in Perlas Majórica S.A. umbenannt.
Am Hauptsitz von La metalúrgica Española S.A. in Barcelona wurde eine Radiostation installiert, um mit der Fabrik auf Mallorca kommunizieren zu können. Als die spanische Regierung der Telefónica Company ein Funkmonopol übergab, beschloss der Geschäftsmann, eine Rundfunkanstalt zu gründen. Diese Station wurde Radio Catalana genannt und bestand von 1925 bis zur Einstellung des Betriebs.
An der Plaça de la Bonanova in Barcelona ließ sich Eduard Heusch ein Anwesen nach Art des Petit Trianon im Grand Parc de Versailles errichten, das er mit seiner Familie bewohnte. Nach Ausbruch des spanischen Bürgerkriegs 1936 ging Eduard Heusch mit seinen beiden jüngsten Kindern, Consuelo Manuela Heusch (1927–1979) und Alberto Carlos Heusch (1932–2007), nach Deutschland zurück. Es sollte nur ein vorübergehender Aufenthalt sein. Die beiden Kinder entstammten, wie auch die früh verstorbenen Carlos Heusch (1924–1935) und Hugo Heusch (1925–1931), der dritten Ehe mit Antonia Fernandez (1898–1987). Die zweite Ehe mit Louise Bernard (1881–1918) war kinderlos geblieben. Eduard Heusch verstarb 1937 in Bad Reichenhall.

## Firmengründungen
- Société des perles des Indes E. Heusch & Co, Paris (Frankreich)
- La Metalúrgica Española S.A. (LME), Barcelona (Spanien)
- Indústria Española de Perlas Imitación S.A., Manacor (Spanien)